# Nikolaus Poda von Neuhaus
Nikolaus Poda von Neuhaus (Viena, 4 de outubro de 1723 — Viena, 29 de abril de 1798) foi um entomólogo e jusuíta austríaco.
Von Neuhaus foi autor de Insecta Musei Graecensis (1761), a primeira obra puramente entomológica a seguir a nomenclatura binomial de Carolus Linnaeus.